# 理查德·埃曼
理查德·戴维·埃尔曼（英語：Richard David Ellmann，1918年3月15日—1987年5月13日），美国文学批评家，爱尔兰作家詹姆斯·乔伊斯、奥斯卡·王尔德和威廉·巴特勒·叶芝的传记作者。
他因《詹姆斯·乔伊斯》（1959）赢得美国国家图书奖，这是20世纪最受好评的文学传记之一。 其1982年修订版同样赢得了詹姆斯·泰特·布莱克纪念奖的奖项。 埃曼是一位自由主义的人文主义者，他的学术着作一般集中在二十世纪的主要现代派作家身上。